# ネキトンボ
ネキトンボ（根黄蜻蛉、学名  Sympetrum speciosum speciosum  ）は アカネ属のトンボの一種。和名は翅の基部が橙色をしているところに由来する。国内では東北地方以南に分布する。国外では台湾に亜種タイワンネキトンボ（学名： Sympetrum speciosum taiwanum Asahina , 1951）が分布する。

## 形態
成虫は、体長38-48mm、腹長23-30mm、後翅長29-39mm。やや大型で太めの赤とんぼで、雌雄とも胸部側面に太い黒色条が2本ある。
幼虫は典型的な赤とんぼ型のヤゴで、体長20mm前後。腹部第8節の側棘の長さは第9節の末端まで届かないものが多い。

## 生態
成虫は5月下旬頃から羽化し、遅いところでは11月下旬頃まで見られる。未熟なうちは雌雄とも黄褐色を基調とした体色で、成熟した雄はナツアカネ、コノシメトンボ同様全身が赤化し、雌は腹部背面のみ赤化する。
羽化後は羽化水域をいったん離れて、付近の樹林のやや高い樹の梢に静止し、体が成熟するまでそこで摂食活動を行う。
成熟後はよく移動・分散し、本種だけで群れを作ることは少なく単独で見つかることが多い。静止するときは他の赤とんぼの仲間と比べ、高い場所に身を確保する傾向がある。
成熟した雄は水域近くに縄張りを持つようになる。時折、周囲をパトロール飛翔するが、赤とんぼの仲間では比較的長い時間飛び続ける。
丘陵地や低山地の、付近に樹林がある比較的大規模で植生豊かな池沼を好み、時には学校のプールやコンクリート張りの池など人工的な水域でも幼虫が発見される。
産卵は打水産卵で、雌雄が連結したまま行うことが多いが、途中で連結を解いて雌の単独産卵に移行することもある。この場合は雄が上空で停止飛翔をしながら、または付近に静止して雌の産卵を見守ることもある。
他の多くの赤とんぼが卵で越冬するのに対し、本種は幼虫で越冬するため、赤とんぼの中では早い時期から羽化が始まる。6月にはもう生殖行動を観察することができる。

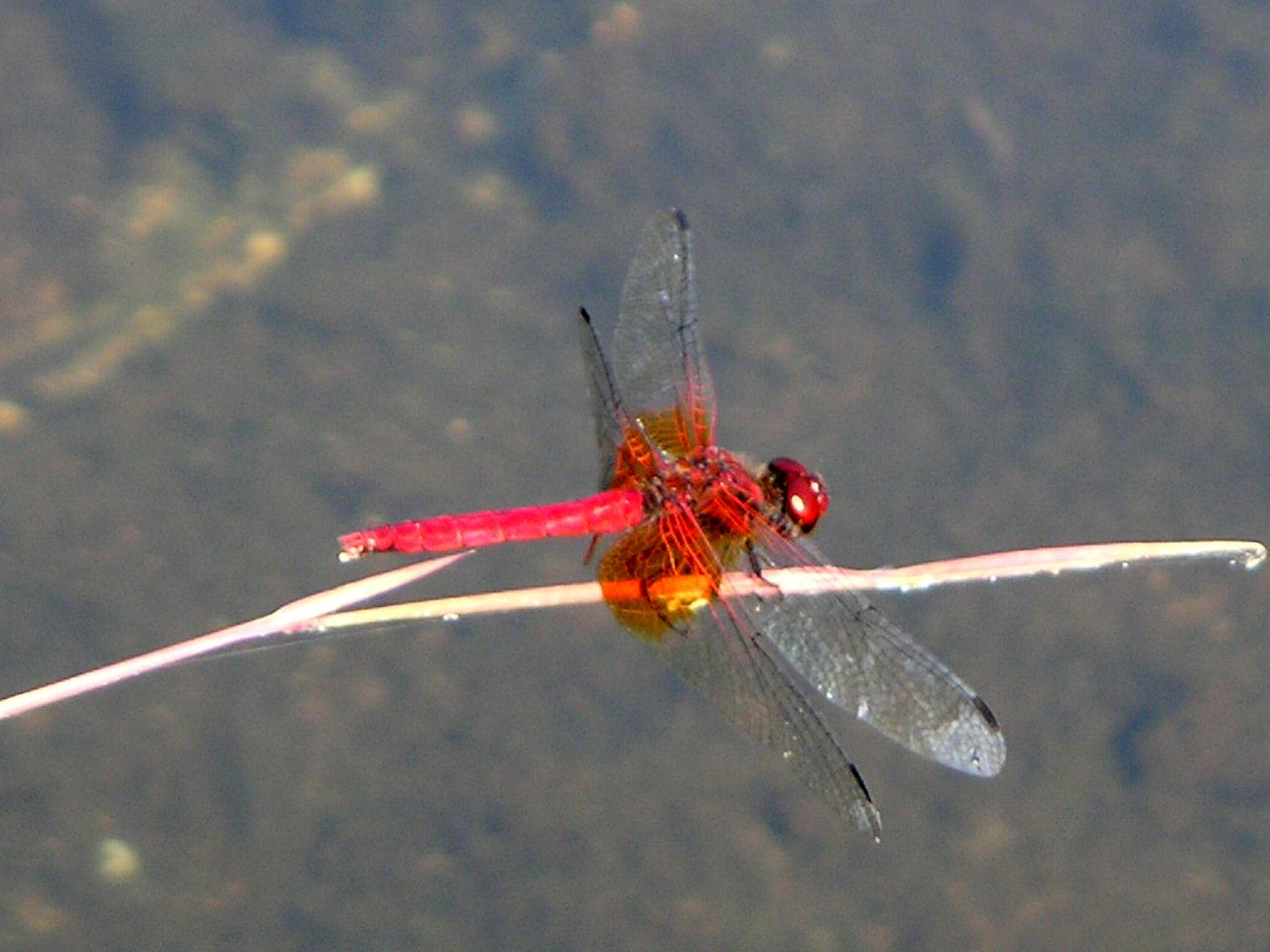
縄張りを守る成熟雄
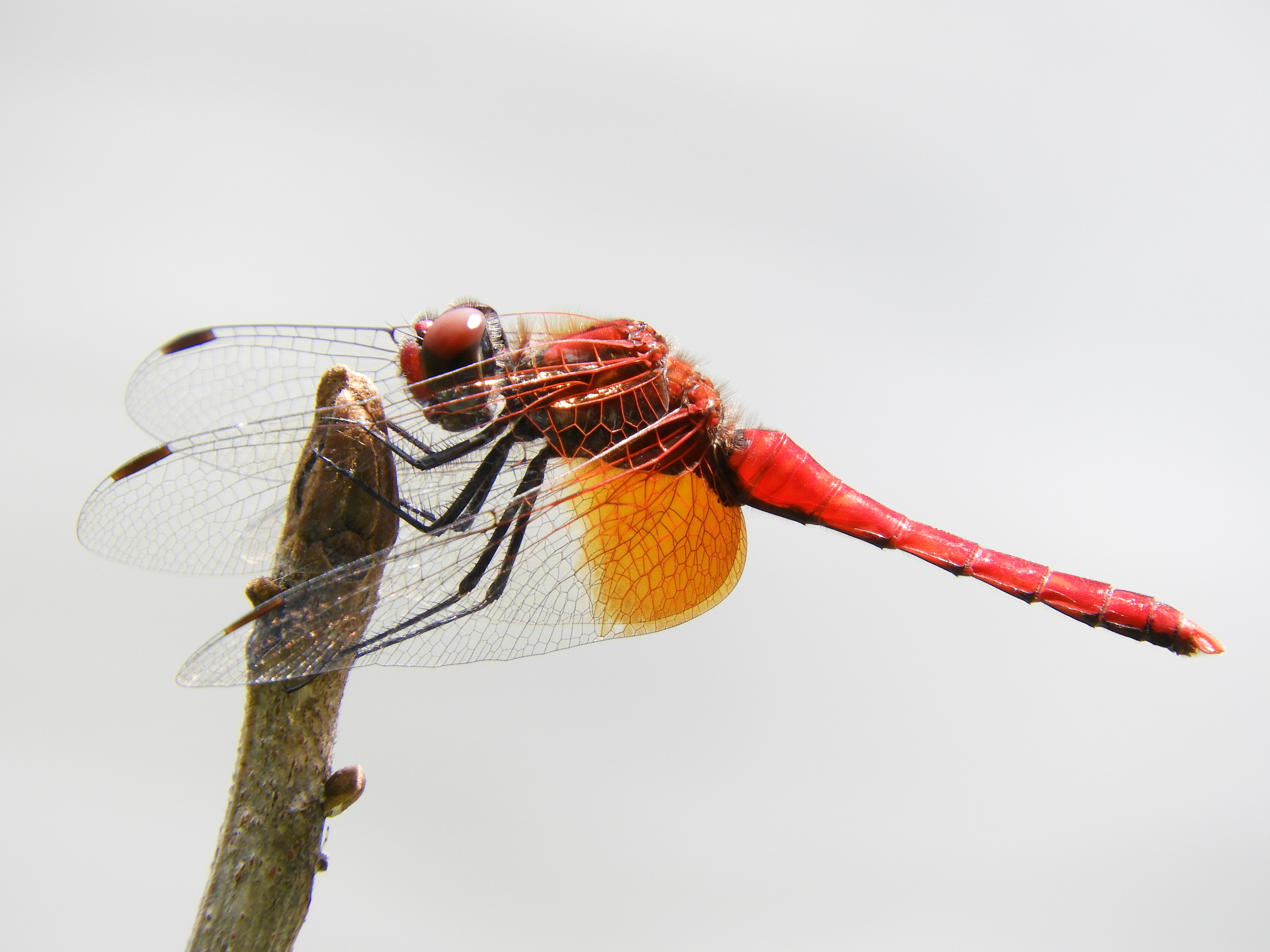
成熟した雄

## 類似種
翅の基部に橙色斑があるという点で、アカネ属の中ではキトンボ、エゾアカネに似る。キトンボは翅の橙色部分の面積が本種より広く、胸部はほぼ無斑で、足が黄色いことで区別できる。本種とキトンボとの間で異種間連結・異種間交尾・産卵が観察されることがあり、稀に種間雑種を生じる。エゾアカネとはふつう分布域が被ることはない。
また、アカネ属ではないがショウジョウトンボにも似ており、ショウジョウトンボは本種より体格が一回り大きく胸部は無斑で、雄では脚まで赤くなることから区別できる。

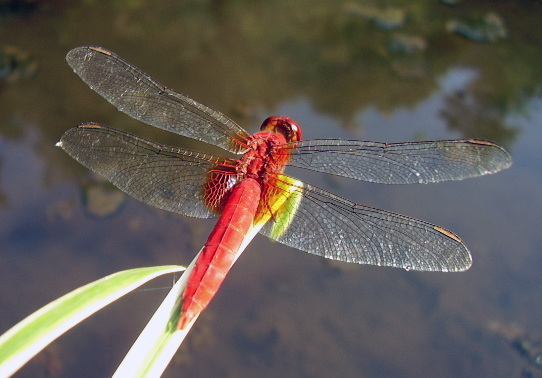
本種によく似たショウジョウトンボの雄